# Everything but the Girl
Everything but the Girl (EBTG) är en brittisk musikduo som bildades i Kingston upon Hull 1982. De två medlemmarna är Tracey Thorn och Ben Watt. Duon hade framgångar med jazzinfluerad sophistipop på 1980-talet och med elektronisk dansmusik på 1990-talet.

## Historia

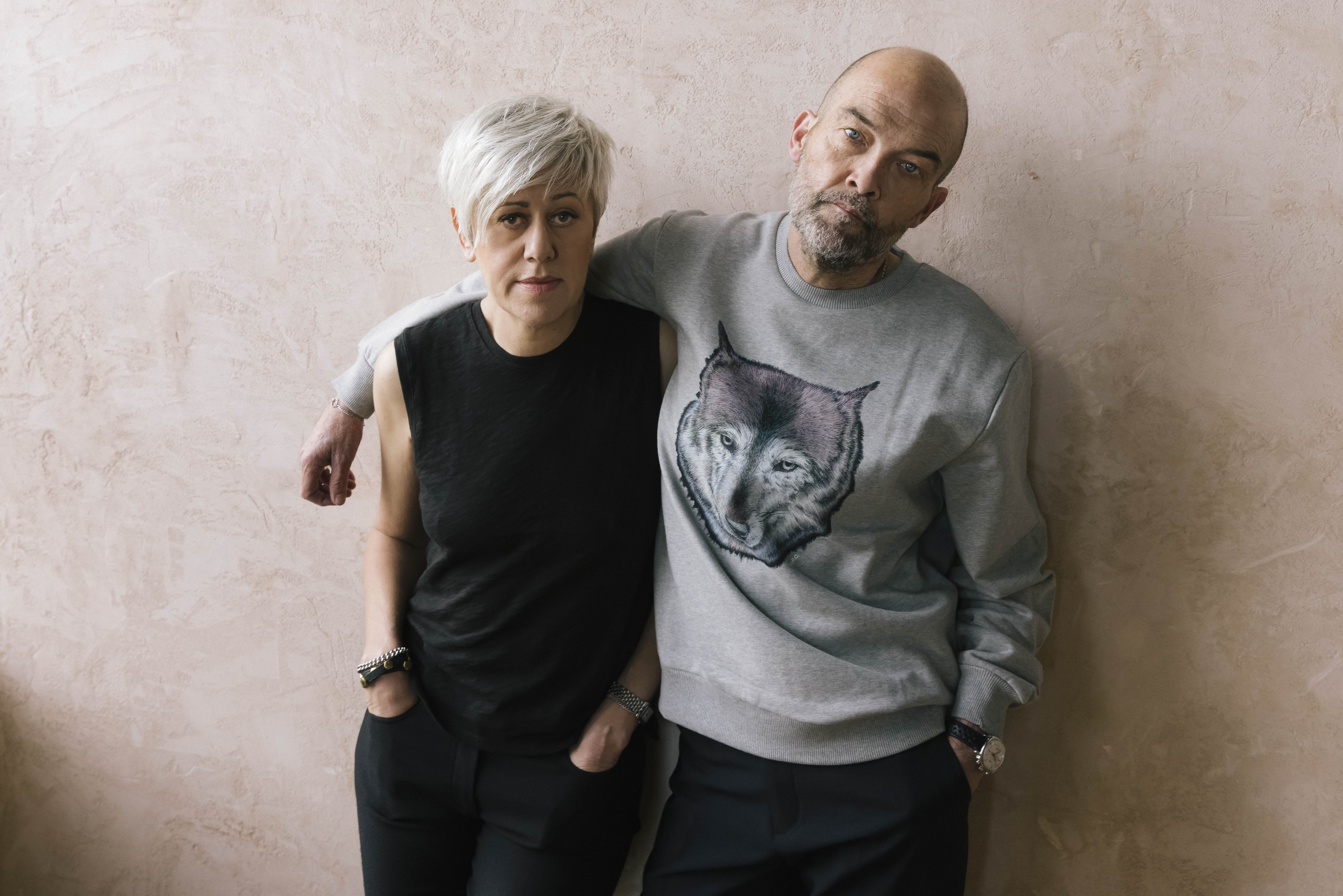
Tracey Thorn och Ben Watt 2022.

Tracey Thorn (född 1962 i Hatfield, Hertfordshire) och Ben Watt (född 1962 i Marylebone, London) träffades när de studerade vid universitet i Hull. Som Everything but the Girl debuterade de 1982 med en coverversion av Cole Porters "Night and Day" på en singel.
Båda hade solokontrakt med Cherry Red Records när gruppen bildades och gav ut vars ett soloalbum 1983. Tracey Thorn var tidigare även medlem i bandet Marine Girls.
Everything but the Girl fick sin första hit 1984 med den jazzinfluerade "Each and Every One" och gav ut debutalbumet Eden som gick upp på brittiska albumlistans 14:e plats. Samma år medverkade de som gästartister på The Style Councils album Café Bleu.
Duon varierade sig därefter stilmässigt för varje album, gitarrpop på Love not Money (1985), storslagna orkesterarrangemang på Baby the Stars Shine Bright (1986) och ett mer sparsmakat akustiskt sound på Idlewild (1988). Samma år som det senare albumet fick duon sin dittills största singelhit med en coverversion av "I Don't Want to Talk About It" som nådde tredje plats på brittiska singellistan.
Därefter följde albumet The Language of Life (1990) som spelats in i Los Angeles tillsammans med producenten Tony Lipuma och en rad prominenta amerikanska gästmusiker, vilket gav dem en amerikansk radiohit med låten "Driving". Det välpolerade, kommersiella soundet gav duon en bredare publik samtidigt som man distanserat sig från sitt ursprung inom indiepop, vilket fick en del av deras tidigare fans att vända dem ryggen. Nästa album Worldwide (1991) gick tämligen obemärkt förbi.
1994 släppte duon albumet Amplified Heart där man började närma sig ett elektroniskt sound. Året därpå blev singeln "Missing" i en remix av houseproducenten Todd Terry en stor internationell hit. Låten gick bland annat upp på den amerikanska singellistans andra plats.
1996 gav de ut det kritikerrosade albumet Walking Wounded som certifierades som platinaskiva i Storbritannien. Albumet gick in på brittiska albumlistans 4:e plats och genererade fyra singelhits, "Walking Wounded", "Wrong", "Single" och "Before Today", varav de två första nådde topp 10 i Storbritannien.
Efter albumet Temperamental 1999 var gruppen inaktiv i många år. 2007 gav bokförlaget Modernista ut Ben Watts bok Patient – den sanna berättelsen om en ovanlig sjukdom som beskriver hur det är att leva med sjukdomen Churg–Strauss syndrom.
2023 släppte duon sitt första album på 24 år med titeln Fuse.

## Diskografi
Studioalbum
- 1984 – Eden
- 1985 – Love Not Money
- 1986 – Baby the Stars Shine Bright
- 1988 – Idlewild
- 1990 – The Language of Life
- 1991 – Worldwide
- 1992 – Acoustic'
- 1994 – Amplified Hearts
- 1996 – Walking Wounded
- 1999 – Temperamental
- 2023 – Fuse

Samlingsalbum
- 1992 – Essence & Rare 82-92
- 1993 – Home Movies
- 1996 – The Best of Everything but the Girl
- 2001 – Back To Mine, an EBTG compilation of Chill Out tracks
- 2003 – Like the Deserts Miss the Rain
- 2006 – Adapt or Die: Ten Years of Remixes
- 2006 – The Platinum Collection
- 2007 – The Works a 3 CD Retrospective

EP
- 1992 – Covers EP
- 1993 – The Only Living Boy in New York EP
- 1993 – I Didn't Know I Was Looking for Love EP
- 1994 – Missing - the Live EP

Singlar (topp 100 på UK Singles Chart)
- 1983 – "Night and Day" (#92)
- 1984 – "Each and Every One" (#28)
- 1984 – "Mine" (#58)
- 1984 – "Native Land" (#73)
- 1985 – "When All's Well" (#77)
- 1985 – "Angel" (#93)
- 1986 – "Come on Home" (#44)
- 1986 – "Don't Leave Me Behind" (#72)
- 1988 – "These Early Days" (remix) (#75)
- 1988 – "I Always Was Your Girl" (#87)
- 1989 – "I Don't Want to Talk About It" (#3)
- 1990 – "Driving" (#54)
- 1994 – "Rollercoaster" (#65)
- 1994 – "Missing" (#69)
- 1995 – "Missing" (Todd Terry remix)(#3)
- 1996 – "Walking Wounded" (#6)
- 1996 – "Wrong" (#8)
- 1996 – "Single" (#20)
- 1996 – "Driving" (remix) (#36)
- 1997 – "Before Today" (#25)
- 1998 – "The Future of the Future (Stay Gold)" (Deep Dish / Everything but the Girl) (#31)
- 1999 – "Five Fathoms (Love More)" (#27)
- 2000 – "Temperamental" (#72)
- 2001 – "Tracey in My Room" (EBTG vs Soul Vision)	 (#34)